# Rainer Schach
Rainer Schach (* 13. Juni 1951 in Blaubeuren) ist ein deutscher Bauingenieur.

## Leben
Schach studierte Bauingenieurwesen (Konstruktiver Ingenieurbau) an der Universität Stuttgart. Nach seinem Diplom war er von 1975 bis 1977 Bauleiter in Südafrika und Kanada. Ab 1978 war er Wissenschaftlicher Mitarbeiter am Institut für Baubetriebslehre der Universität Stuttgart und wurde 1983 mit der Arbeit „Steuerung der Versorgung von Baustellen mit Transportbeton“ bei Gerhard Drees zum Dr.-Ing. promoviert. Er war als Ingenieur in der Planungs- und Projektierung für Kraftwerksbau bei Brown, Boveri & Cie in Mannheim tätig und übernahm 1984 die Organisationsleitung bei dem Bauunternehmen Dreßler Bau in Aschaffenburg und wurde 1990 Leiter der Niederlassung Rastatt.
1996 erhielt er einen Ruf auf die Professur für Baubetriebswesen an der Technischen Universität Dresden und zugleich die Ernennung zum Direktor des Instituts für Baubetriebswesen. Zwischen 2006 und 2016 war Schach Dekan der Fakultät Bauingenieurwesen der TU Dresden. 2007 wurde er zum Ehrenprofessor der Südrussischen Technischen Universität in Nowotscherkassk ernannt. Schach ist seit 2017 emeritiert.
Schach hat mehrere wichtige Veröffentlichungen zu Themen der Unternehmensführung, Projektentwicklung und Facility Management gemacht. Das mit Fritz Berner und Bernd Kochendörfer verfasste dreibändige Werk „Grundlagen der Baubetriebslehre“ ist Standardwerk der Lehre und Forschung.

## Schriften
- Steuerung der Versorgung von Baustellen mit Transportbeton. Bauverlag, Wiesbaden, Berlin 1983, ISBN 3-7625-2080-1.
- mit Wolfgang Sperling: Baukosten. Kostensteuerung in Planung und Ausführung. Springer, 2001, ISBN 3-540-66876-4.
- Integriertes Facility-Management. Wissensintensive Dienstleistungen im Gebäudemanagement. expert, Renningen 2005, ISBN 3-8169-2467-0.
- mit Peter Jehle, René Naumann: Transrapid und Rad-Schiene-Hochgeschwindigkeitsbahn. Ein gesamtheitlicher Systemvergleich. Springer, 2006, ISBN 978-3-540-28334-8.
- Mobile Computing im Bauwesen. Konzepte, Anwendungen, Potenziale. expert, Renningen 2007, ISBN 3-8169-2589-8.
- mit Jens Otto: Baustelleneinrichtung. Grundlagen – Planung – Praxishinweise – Vorschriften und Regeln. 3. Aufl., Springer Fachmedien Wiesbaden 2017, ISBN 978-3-658-16065-4.

Grundlagen der Baubetriebslehre
- mit Fritz Berner, Bernd Kochendörfer: Grundlagen der Baubetriebslehre. Band 1: Baubetriebswirtschaft. In: Fritz Berner, Bernd Kochendörfer (Hrsg.): Leitfaden des Baubetriebs und der Bauwirtschaft. Springer Fachmedien Wiesbaden 2020, ISBN 978-3-658-27855-7.
- mit Fritz Berner, Bernd Kochendörfer: Grundlagen der Baubetriebslehre. Band 2: Baubetriebsplanung. In: Fritz Berner, Bernd Kochendörfer (Hrsg.): Leitfaden des Baubetriebs und der Bauwirtschaft. Springer Fachmedien Wiesbaden 2013, ISBN 978-3-658-03226-5.
- mit Fritz Berner, Bernd Kochendörfer: Grundlagen der Baubetriebslehre. Band 3: Baubetriebsführung. In: Fritz Berner, Bernd Kochendörfer (Hrsg.): Leitfaden des Baubetriebs und der Bauwirtschaft. Springer Fachmedien Wiesbaden 2015, ISBN 978-3-658-09037-1.